# Oxöga
Oxöga är en typ av sluten, insynsskyddad teaterloge med rund öppning att se ut igenom. Ordet kommer av franska œil-de-bœuf med samma betydelse. Då andra loger oftast byggdes just för att visa upp den som sitter där, till exempel kungliga loger, har dessa slutna loger den motsatta uppgiften, att hålla den som sitter där anonoym och skyddad, och har därför endast en liten rund eller oval öppning, ett så kallat oxöga.[källa behövs]